# Abdul Qadir Nuristani

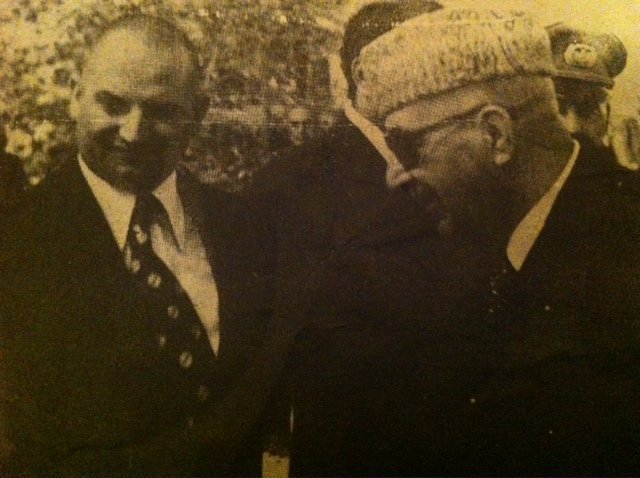
Abdul Qadir Nuristani zusammen mit dem Staatspräsidenten Daoud Khan.

Abdul Qadir Nuristani (* 7. Juli 1936 in Kabul; † 28. April 1978 ebenda) war ein afghanischer Politiker, der während der Republik Afghanistan im September 1975 Faiz Mohamad, ein Mitglied, der Parcham-Fraktion der Demokratischen Volkspartei Afghanistan, als Innenminister der Republik Afghanistan ablöste. Zuvor war er als Polizeichef tätig und für seine strikte Einhaltung seiner Grundsätze und Überzeugungen bekannt. Er starb 1978 während der Saurrevolution.